# Gråbukig bulbyl
Gråbukig bulbyl (Rufigula cyaniventris) är en fågel i familjen bulbyler inom ordningen tättingar.

## Utseende och levnadssätt
Gråbukig bulbyl är en liten till medelstor (16–17 cm) bulbyl med enkel men unik färgsättning: helt askgrå med guldgröna vingar. Bland lätena hörs ljusa och något fallande toner liksom minivettliknande drillar. Arten hittas i skogsområden i låglant och lägre bergstrakter, vanligen i gammelskog. Där rör den sig i de övre skikten, vanligen i artblandade flockar.

## Utbredning och systematik
Gråbukig bulbyl delas in i två underarter med följande utbredning:
- cyaniventris – förekommer från södra Myanmar till Thailand, Västmalaysia, Sumatra och Sipura
- paroticalis – förekommer på Borneo

### Släktestillhörighet
Arten placerades tidigare i släktet Pycnonotus. DNA-studier visar att Pycnonotus dock är parafyletiskt visavi Spizixos.

## Status och hot
Arten har ett stort utbredningsområde, men tros minska i antal, dock inte tillräckligt kraftigt för att den ska betraktas som hotad. Internationella naturvårdsunionen IUCN listar arten som nära hotad (LC).